# 階層性問題
| なぜ重力は他の3つの基本相互作用と比べて突出して弱いのか。 |

階層性問題 (かいそうせいもんだい、英: hierarchy problem) は物理学、特に素粒子物理学や高エネルギー物理学の分野が抱える未解決問題の一つである。
場の量子論において、理論の中に定数として導入されるパラメータ（結合定数や質量）は、繰り込みと呼ばれる手法によって、実験で実際に得られるパラメータと結びつけられる。通常は繰り込み後のパラメータは元のパラメータと強く関係しているが、ある場合には、元のパラメータとその量子補正が巧妙に打ち消しあうような状況が起こりうる。そういった状況から、もしパラメータがわずかにずれれば即座にこのような打ち消しはなくなってしまうため、あるパラメータに対してそのような打ち消しが起こっていると考えた場合、そのパラメータはあたかも量子補正と合致するよう精密に選択されている（ファインチューニング）ように見える。これは自然さの観点とも関係し、問題とみなされている。
階層性問題に現れる繰り込みを直接扱うのは困難である。なぜならそのような量子補正に現れる二次発散は、繰り込みにおいてミクロスケールの物理が寄与するからである。現在考案されている最もミクロな物理である量子重力理論について、現実の問題を扱えるほど具体的な部分はほとんど究明されていない。従って現在は、ファインチューニング無しで階層性問題を解決するような何らかの物理現象を、仮定として導入するアプローチが主流である。

## ヒッグス粒子の質量
素粒子物理学において、階層性問題とは、弱い力がなぜ重力に比べ1032も強いかという問いである。この二つの力は、弱い力に関するフェルミの定数と重力に関するニュートンの定数によってそれぞれその強さが規定される。もし標準模型のもとでフェルミの定数に対する量子補正を求めるなら、フェルミの定数の裸の値と量子補正とが巧妙に打ち消し合わない限り、フェルミの定数は不自然に大きく、ニュートンの定数に近い値となるはずである。

超対称性理論として拡張された標準模型では、ヒッグス粒子の質量に対する二次発散が、フェルミオン的なトップクォークのループとスカラーのストップクォークのループとの間で打ち消し合う

より詳細には、ヒッグス粒子がなぜプランク質量（もしくは大統一スケールや、重いニュートリノの質量スケール）よりも遥かに軽いのか、という問題に還元される。裸の質量と輻射補正との間にファインチューニングされた驚くべき打ち消し合いがない限り、ヒッグス粒子の二乗質量への大きな量子補正は、必然的にその質量を新たな物理が現れるスケールまで大きくしてしまうことが予期される。
注意すべき点として、問題は標準模型だけを使ったのでは定式化できない。標準模型はヒッグス質量を計算できない。ある見方では「問題」は、ヒッグス粒子の質量を計算できる将来の素粒子理論が、極端なファインチューニングを含むべきでないとも言える。ファインチューニングされた関係を用いる事は暗黙に、繰り込み群のスケーリング以外の物理が、ヒッグス質量のスケールと大統一スケールとの間に、ほとんど存在しないだろうという根拠のない仮定である。この二つのスケールは少なくとも11桁隔たっているのであって、この「巨大な砂漠」の仮定は正しくないとする弦理論分野外の物理学者もいる。
もしこの巨大な砂漠の仮定、従って階層性問題の存在を受け入れるなら、ファインチューニングを避けるためにあらたなメカニズムが必要になる。
階層性問題を解決する最も有名な—しかしただ提案されただけではない—理論は超対称性である。これは極小さいヒッグス質量が量子補正からどのように保護されているかを説明する。超対称性はヒッグス質量に対する輻射補正の二次発散を取り除く。しかし元の場所でヒッグスの質量がなぜ小さかったのかという問題、ミュー問題と呼ばれるものに関しては理解を与えない。さらに、大統一スケールより下で超対称性を破る自然な方法もないので、これによって得るものは基本的には、ヒッグス質量に関する元の階層性問題を、超対称性破れの新しい階層性問題へすげ替えるだけである。
他に提案された解として、ブレーンワールド模型の一種であるランドール・サンドラム模型（RS1模型）や ADD模型（大きな余剰次元模型）がある。

## 超対称性による解[1]
ヒッグス場と結合するそれぞれの粒子は湯川結合定数λfを持つ。ヒッグス場とフェルミオンとの結合は相互作用項{\displaystyle {\mathcal {L}}_{\rm {Yukawa}}=-\lambda _{f}{\bar {\psi }}H\psi }を与える。ψはディラック場、Hはヒッグス場である。同様に、フェルミオンの質量はその湯川結合定数に比例し、それはヒッグスボソンが最も重い粒子とも結合する事を意味する。つまり、ヒッグス粒子の二乗質量に対する最も大きな補正は、最も重い粒子、トップクォークから来るものである。ファインマンルールを適用すると、ヒッグス粒子の二乗質量に対するフェルミオンからの量子補正は以下で与えられる。
{\displaystyle \Delta m_{H}^{2}=-{\frac {\left|\lambda _{f}\right|^{2}}{8\pi ^{2}}}[\Lambda _{UV}^{2}+\cdots ].}
{\displaystyle \Lambda _{UV}}は紫外カットオフと呼ばれ、標準模型が有効となるスケールの上限である。このスケールをプランクスケールまで持って行くなら、ラグランジアンは{\displaystyle \Lambda _{UV}}の二次で増大してしまう。しかし、仮に結合定数について{\displaystyle \lambda _{S}=|\lambda _{f}|^{2}}の関係を満たす二つの複素スカラーが存在するとすると、ファインマンルールにより、二つのスカラー場からの補正は
{\displaystyle \Delta m_{H}^{2}=2\times {\frac {\lambda _{S}}{16\pi ^{2}}}[\Lambda _{UV}^{2}+\cdots ]}
となる（量子補正は正である。何故ならスピン統計定理により、フェルミオンは負、ボソンは正の寄与をするからである。これは複素スカラーを導入した功績である）。これにより、もしフェルミオンとボソン両方の寄与を入れるなら、ヒッグス粒子の二乗質量に対する量子補正の寄与の総和はゼロとなる。
超対称性はこの拡張で、全ての標準模型の粒子に'超対称パートナー'を導入するものである。

## 余剰次元 (ADD/GOD模型) による解決
もし我々が3+1次元の世界に住んでいるなら、重力の計算は以下の、重力に対するガウスの法則による。
{\displaystyle \mathbf {g} (\mathbf {r} )=-Gm{\frac {\mathbf {e_{r}} }{r^{2}}}}    (1)
これは単に重力に関するニュートンの法則である。ニュートンの定数Gはプランク質量を用いて書かれる。
{\displaystyle {\frac {1}{M_{Pl}^{2}}}}
このアイデアを余剰の{\displaystyle \delta }次元が存在する場合に拡張すると以下を得る。
{\displaystyle \mathbf {g} (\mathbf {r} )=-m{\frac {\mathbf {e_{r}} }{M_{Pl+3+1+\delta }^{2+\delta }r^{2+\delta }}}}   (2)
ここで{\displaystyle M_{Pl+3+1+\delta }}は3+1+{\displaystyle \delta }次元における質量である。しかし、それらの余剰次元が3+1次元と同じ大きさであると仮定した。余剰次元の大きさが、通常の次元より遥かに小さい大きさnであるとしよう。r << nとすると(2)を得る。しかしr >> nとすると、通常のニュートンの法則を得る。けれどもr >> nでは、余剰次元の方向でフラックスは一定となる。なぜなら重力のフラックスの行き場がないからである。よってフラックスは余剰次元のフラックスである{\displaystyle n^{\delta }}に比例する。重力の表式は
{\displaystyle \mathbf {g} (\mathbf {r} )=-m{\frac {\mathbf {e_{r}} }{M_{Pl+3+1+\delta }^{2+\delta }r^{2}n^{\delta }}}}
{\displaystyle -m{\frac {\mathbf {e_{r}} }{M_{Pl}^{2}r^{2}}}=-m{\frac {\mathbf {e_{r}} }{M_{Pl+3+1+\delta }^{2+\delta }r^{2}n^{\delta }}}}
よって以下が得られる。

{\displaystyle {\frac {1}{M_{Pl}^{2}r^{2}}}={\frac {1}{M_{Pl+3+1+\delta }^{2+\delta }r^{2}n^{\delta }}}=>}
{\displaystyle M_{Pl}^{2}=M_{Pl+3+1+\delta }^{2+\delta }n^{\delta }}
故に元の（余剰次元を含めた）プランク質量は実際には小さく、従って重力は実は強いという事になる。ただしこれが上手く働くのは、余剰次元の数とそれらの大きさが適切であった時だけである。物理的には、重力が弱いのは余剰次元へとフラックスが逃げてしまっているからである、といえる。
参考文献：Quantum Field Theory in a Nutshell by A. Zee

## 宇宙定数
宇宙論では、宇宙の加速という観測結果は、宇宙定数の値が小さくともゼロでない事を示している。宇宙定数は量子補正を受けやすく、従ってこれはヒッグスボソンの質量ととてもよく似た階層性問題である。しかしこれは一般相対性理論を考慮しなければならない分複雑で、恐らく（現在の宇宙程度の大きさの）長いスケールでの重力の振る舞いを我々があまり理解していない事の手がかりであろう。クインテッセンスが加速する宇宙の説明として提案されているが、宇宙定数に対する階層性問題に関して、大きな量子補正を技術的に考慮するまでには至っていない。超対称性は宇宙定数の問題に対しては使えない。なぜなら超対称性はM4Planckへの寄与はキャンセル出来るが、M2Planckのもの（二次発散）は出来ないからである。

## 概要
階層性問題は物理学の未解決問題の一つである。例えばLHCの陽子衝突実験で観測されたヒッグス粒子の質量は標準模型で約125GeVであった。しかしプランクスケールではヒッグス粒子の質量は約10^19 GeVと予想され、大統一スケールでは約10^16 GeVと予想され、超対称性スケールでは約10^3 GeVと予想されている。これらの予想は実際に観測されたヒッグス粒子の質量と一致しないことになる。それぞれの物理理論におけるヒッグス粒子の質量が125GeV程度に揃うためには、差を打ち消すために人工的に補正項を導入するなど、極端なファインチューニングが必要となってしまう。しかし自然界のヒッグス粒子の質量に対して人工的に補正項を導入することは矛盾であり不自然であるため、これを階層性問題という。人工的な調節を行わずに、ヒッグス粒子の質量が自然に小さい値になるような新しい物理を見つけることが、階層性問題の解決策となる。